# Плініо Серена
Плініо Серена (італ. Plinio Serena, нар. 8 травня 1959, Бассано-дель-Граппа) — італійський футболіст, що грав на позиції захисника за низку клубних італійських команд, а також юнацьку збірну Італії.

## Клубна кар'єра
Народився 8 травня 1959 року в місті Бассано-дель-Граппа. Вихованець футбольної школи клубу «Ювентус». У сезоні 1976/77 почав залучатися до складу основної команди туринського клубу, утім провів за неї лише одну гру на Кубок Італії.
1977 року молодий захисник перейшов до команди «Юніорказале» із Серії B. Згодом грав за інші італійські друголігові команди — «Удінезе», «Кремонезе», «Ланероссі» та «Лечче». 
Згодом протягом 1983–1984 років грав у Серії C1 за «Ріміні» та «Беневенто», сезон 1984/85 провів у Серії C2, захищаючи кольори команди «Местре», після чого у 26 років оголосив про завершення професійної футбольної кар'єри.

## Виступи за збірну
1977 року провів дві гри у складі юнацької збірної Італії (U-20), включаючи один матч тогорічного молодіжного чемпіонату світу.

## Титули і досягнення
- Чемпіон Італії (1):

«Ювентус»: 1976-1977